# Xavi Moya
Francisco Javier Moya García (Barcelona, 23 de noviembre de 1967-7 de octubre de 2023) fue un boxeador español.

## Trayectoria
Se proclamó campeón de Europa y del mundo de kung fu en 1990 y 1991, respectivamente. Ganó la medalla de bronce en el Campeonato de España de Taekwondo. Como boxeador fue en tres ocasiones campeón de España de peso medio y fue campeón amateur de Cataluña. Además fue campeón de Europa y del mundo de full-contact profesional, así como de kick-boxing. Moya también ganó la medalla de oro en sanshou 80 kg en el Campeonato Mundial de Wushu de 1991.

## Palmarés

### Boxeo
- 3 Campeonato de España peso medio
- 1 Campeonato de Cataluña amateur
- 1 Campeonato Intercontinental IBF
- 1 Campeonato del Mundo TWBA

### Kung Fu
- 1 Campeonato de Europa: 1990
- 1 Campeonato del Mundo: 1991

### Full Contact
- 9 Campeonato del Mundo (2 WKA, 4 WKN, 3 WKL Kick Boxing)
- 7 Campeonato de Europa (3 ISKA, 3 WKA, 1 WKN)

### Artes marciales mixtas (MMA)
- 1 Campeonato de España de Vale Tudo

## Fallecimiento
Xavi Moya murió en un accidente de moto en Barcelona el 7 de octubre de 2023.